# BSV Enzesfeld-Hirtenberg
Der Betriebssportverein Enzesfeld-Hirtenberg ist ein österreichischer Fußballklub aus dem Bezirk Baden in Niederösterreich, welcher ab Ende der 1960er Jahre drei Saisonen lang in der damals zweitklassigen Regionalliga Ost spielte. Der Verein spielt aktuell seit der Saison 2024/2025 in der Gebietsliga Süd/Südost, der 3. Leistungsstufe des Niederösterreichischen Fußballverbandes (bzw. der 7. Leistungsstufe landesweit) und ist auf der Sportanlage in Hirtenberg (Anton Kellergasse, 2552 Hirtenberg) beheimatet. Der Verein trägt die Farben Rot und Weiß.

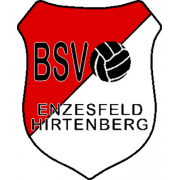

## Geschichte
Bereits kurz nach dem Ersten Weltkrieg wurde 1920 der SC Kromag Hirtenberg gegründet, welcher lange Zeit in den unteren Klassen des niederösterreichischen Landesverbandes tätig war. Im Jahr 1937 gelang mit dem Meistertitel in der 2. Klasse Süd B der Aufstieg in die zweithöchste Landesklasse. Durch eine kriegsbedingte Neuordnung des Fußballbetriebes in der nunmehrigen Bezirksklasse Niederdonau spielte man ab 1939 in einer von acht regionalen Gruppen, welche man auf Platz zwei beendete, ehe der Verein aus dem Meisterschaftsbetrieb ausschied und aufgelöst wurde.
Nach Kriegsende kam es zu keiner Wiederaufnahme des Vereins, vielmehr wurde 1946 der SK Metallwerke Enzesfeld gegründet, der die Nachfolge in der Region antrat. Der Verein spielte in den folgenden Jahren in der dritt- und vierthöchsten Leistungsstufe des Landesverbandes, ehe 1959 der Aufstieg in die II. Liga Süd (eine der zweithöchsten Ligen in Niederösterreich) gelang.
Nach einem Wiederabstieg im Jahr 1960 folgten die goldenen Zeiten des Klubs, als man zunächst in der Saison 1960/61 in der Gruppe Süd Mitte Meister wurde. Mitte der 1960er Jahre wurde der Vereinsname auf BSV Enzesfeld/Hirtenberg geändert, um auch die Verbundenheit mit dem lokalen Geldgeber, der Hirtenberger Munitionsfabrik anzuzeigen. Weiter ging die Höhenfahrt zur Saison 1966/67, als man sich den Titel der Unterliga Süd/Südost sicherte und in der darauffolgenden Saison 1967/68 in der Niederösterreichischen Landesliga kickte. Dort dauert es nicht lange bis man in der Saison 1968/69 vor Heid Stockerau den Landesmeistertitel holte und damit den Aufstieg in die Regionalliga Ost, damals eine von drei Ligen der zweithöchsten Spielklasse in Österreich, schaffte. Im Folgejahr qualifizierte man sich für das Sechzehntelfinale des ÖFB-Cups. Man bekam den SK Austria Klagenfurt zugelost und verlor auf der eigenen Sportanlage vor 1.400 Zuschauer durch ein spätes Tor mit 0:1. In der Regionalliga gelang zunächst ein  Mittelfeldplatz, im zweiten Jahr konnte man noch knapp dem Abstieg entgehen ehe der Verein 1972 als Tabellenletzter wieder in die Landesliga zurückkehren musste.
In der Saison 1972/73 folgte der nächste Abstieg. Es ging nach turbulenten Jahren erst in der Saison 1981/82 wieder bergauf und man stieg aus der Oberliga Ost in die 2. Landesliga auf. Dort wurde man in der Saison 1984/85 noch einmal Meister und kehrte in die Landesliga zurück, wo sich der Verein bis zur Saison 1987/88 halten konnte. Ab diesem Zeitpunkt ging es für den ehemaligen Zweitligisten immer weiter bergab. So stieg man in der Saison 1993/94 aus der 2. Landesliga ab, in der Saison 1993/94 aus der Oberliga Ost und in der Saison 1994/95 aus der Unterliga Süd/Südost. In der Saison 1995/96 wurde die Mannschaft vom laufenden Spielbetrieb aus der 1. Klasse Süd zurückgezogen und zur Saison 1996/97 stieg man wieder in der 2. Klasse ein, wo man bis zum Aufstieg (Saison 2022/2023) in die 1. Klasse Süd spielte, in der Saison 2023/2024 gelang der Durchmarsch in die Gebietsliga Süd/Südost.

## Erfolge
- 3 × Teilnahme an Regionalliga Ost: 1969–1972
- 1 × Teilnahme am ÖFB Cup: 1969/70
- 2 × Gruppe Süd/Mitte: 1958/59, 1960/61
- 1 × Landesmeister Niederösterreich: 1968/69
- 1 × Meister der 2. Landesliga: 1984/85
- 1 × Meister der Oberliga Ost: 1981/82
- 1 × Meister Unterliga Süd/Südost: 1966/67
- 1 × Meister 3. Klasse Süd: 1934/35
- 1 × Meister 2. Klasse Triestingtal: 2022/23
- 1 × Meister 1. Klasse Süd: 2023/2024

## Bekannte Spieler (Auswahl)
- Jürgen Lemmerer: 1997, 2000 und ab 2004 im Verein
- Daniel Maderner: Karrierebeginn: 2002 bis 2009 danach Wechsel in die AKA St. Pölten